# Phare de Pulteney Point
Pour les articles homonymes, voir Pulteney.
Le phare de Pulteney Point est un phare érigé sur Malcolm Island (en), dans le détroit de la Reine-Charlotte sur la côte nord-est de l'île de Vancouver, dans le District régional de Mount Waddington (Province de la Colombie-Britannique), au Canada.
Ce phare est géré par la Garde côtière canadienne .

## Histoire
Ce phare, près du petit port de Sointula sur Malcolm Island (en), marque l'entrée du Broughton Strait (en) sur  le détroit de la Reine-Charlotte. Il a été mis en service le 12 septembre 1905.
Le 29 mai 2015 le phare de Pulteney Point a été désigné phare patrimonial par la commission des lieux et monuments historiques du Canada. La protection comprend aussi la maison du gardien et la maison du gardien subalterne.

## Description
Le phare est une tour carrée blanche, avec galerie et lanterne rouge, de 9 m de haut. Elle est adossée à un bâtiment de corne de brume d'un étage.
Il émet, à une hauteur focale de 12 m, un éclat rouge toutes les 10 secondes. Sa portée nominale est de  14 milles nautiques (environ 26 km).
Cette station légère est pourvue de personnel résident. Elle se situe sur le côté ouest de l'île Malcolm qui est accessible par le ferry au départ de Port McNeill
Identifiant : ARLHS : CAN-423 - Amirauté : G-5178 - NGA : 14276 - CCG : 0068 .
|                            |
| Carte du Passage Intérieur |